# 애덤 램버그
애덤 램버그(Adam Lamberg, 1984년 9월 14일 ~ )는 미국의 배우이다.

## 출연 작품
- 웬 두 위 잇 (2005)
- 리지 맥과이어 (2003)
- 맥스 키블의 대반란 (2001)
- 리지 맥과이어 - TV 시리즈 (2001)